# 메신저 (1999년 영화)
《메신저》(일본어: メッセンジャ, Messenger)는 일본에서 제작된 바바 야스오 감독의 1999년 코미디, 액션, 멜로/로맨스 영화이다. 이이지마 나오코 등이 주연으로 출연하였다.

## 출연

### 주연
- 이이지마 나오코
- 쿠사나기 츠요시

### 조연
- 야베 히로유키
- 쿄노 코토미
- 베쇼 테츠야
- 오기 시게미츠
- 쿄 신스케
- 아오키 신스케
- 이토 유코
- 가야마 유조
- 에하라 타츠요시
- 타케다 요시하루
- 타케자와 카즈마
- 나가노 카츠히로
- 토기오카 미츠오
- 스즈키 이코
- 맷 레건
- 네기시 다이스케
- 야마시타 마사히로
- 타나카 요지